# Helena Waldmann

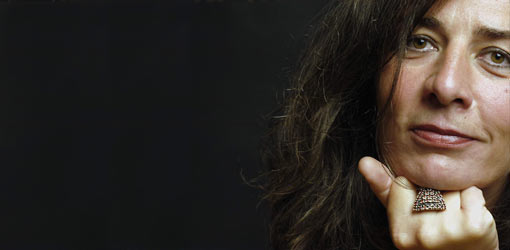
Helena Waldmann

Helena Waldmann (* 1962 in Burghausen) ist eine Choreografin und Theater-Regisseurin.

## Ausbildung
Helena Waldmann studierte von 1982 bis 1987 Angewandte Theaterwissenschaft an der Justus-Liebig-Universität Gießen bei Andrzej Wirth und Hans-Thies Lehmann und schloss das Studium als Diplomtheaterwissenschaftlerin ab. Sie arbeitete innerhalb des Studiums u. a. mit Heiner Müller, George Tabori, Adolf Dresen, Emma Lewis Thomas und Molly Davies.

## Werdegang
Von 1993 bis 1999 lebte sie in Frankfurt/Main, dort inszenierte sie am Künstlerhaus Mousonturm verschiedene multimediale Tanzproduktionen, in denen das Spiel mit dem Blick des Betrachters im Vordergrund steht. Diese frühen Stücke sind optische Verwirrspiele zwischen Realität, Illusion und Virtualität.
Im Jahr 2000 erhielt sie einen Ruf aus Berlin. Sie inszenierte für 'Berlin Offene Stadt"/ Berliner Festspiele und war artist in residence im Podewil.
2003 erhielt sie den UNESCO-Preis für die Produktion Headhunters, choreografiert mit brasilianischen Tänzern in Salvador da Bahia.
Die politische Kraft ihrer weltweit tourenden Choreografien wird unverkennbar in ihrem in Teheran produzierten »Letters from Tentland« für sechs iranische Frauen, ebenso in ihrem mit Tanzkompanie in Palästina gedrehten Kurzfilm »emotional rescue«, in ihren von iranischen Exilantinnen formulierten Antworten auf die europäische Asylpolitik in »return to sender« sowie in »feierabend! – das gegengift«, ein Fest gegen die moderne Arbeitsdiktatur. In »BurkaBondage« setzte sie den islamischen Schleier und das japanische Bondage in Beziehung. In »revolver besorgen« zeigte sie die sozial geächtete Rolle der Demenz. In »Made in Bangladesh« thematisierte sie die rasenden und ausbeuterischen Arbeitsverhältnisse der Gegenwart, in »Gute Pässe Schlechte Pässe«, untersuchte sie das Ansehen des Passes in Hinblick auf die Bewegungsfreiheit, die er garantiert oder nimmt, in »We Love Horses« befasste sie sich mit der Dressur des Menschen durch die Politik. In »Der Eindringling« zog sie Analogien zwischen Körper/Virus und Politik.

## Weitere Tätigkeiten
Im Wintersemester 2018/19 war sie Bertolt-Brecht-Gastprofessorin am Centre of Competence for Theatre an der Theaterwissenschaft der Universität Leipzig. In den Wintersemestern 2004/05 und 1994/95 hatte sie Lehraufträge am Institut für Theater-, Film- und Medienwissenschaft an der Universität Frankfurt/Main inne und im Sommersemester 1995/96 am Institut d’Etudes Théâtrales, Saint-Denis, Paris. Seit 2018 ist sie Jurorin für den Deutschen Tanzpreis.

## Werke. (Auswahl)
- Verkürzte Landschaft. (1991) Schauspielhaus Bochum
- In der Einsamkeit der Baumwollfelder. (1991) Schauspielhaus Bochum
- Ungeduscht, geduzt und ausgebuht. (1992) Schauspielhaus Bochum
- die krankheit tod. (1993) Künstlerhaus Mousonturm Frankfurt/Main
- circuit. (1995) Künstlerhaus Mousonturm Frankfurt/Main
- face....à. (1996) Künstlerhaus Mousonturm Frankfurt/Main
- vodka konkav. (1997) Künstlerhaus Mousonturm Frankfurt/Main
- glücksjohnny. (1998) Künstlerhaus Mousonturm Frankfurt/Main
- CheshireCat®. (1999) Künstlerhaus Mousonturm Frankfurt/Main
- see and be scene. (2000) Berliner Festspiele
- Show-Fenster. (2001) Atelier Markgraph, YelloMiles Multimedia-Show, Düsseldorf
- Ausweitung der Kampfzone. (2001) Luzerner Theater [CH]
- Chinesische Modenschau für China-Fest, Peking/Berlin. (2001)
- Gelage für Langschweine. (2001) Podewil Berlin
- Odyssee 2002. (2002) Luzerner Theater [CH]
- Die Invasion der Pinguine. (2002) Staatstheater Darmstadt
- waschen schneiden föhnen. (2003) Luzerner Theater [CH]
- Headhunters. (2003) Teatro Villa Velha, Salvador da Bahia [BR]
- Letters from Tentland. (2005) Haus der Kunst München/Fadjr Festival Tehran [IR]
- emotional rescue – a dancefilm made in Palestine. (2005)
- Crash - bordergames. (2006) Saarländisches Staatstheater
- return to sender. (2006) Radialsystem V Berlin
- feierabend! – das gegengift. (2008) Sophiensaele Berlin
- BurkaBondage. (2009) Berliner Festspiele
- revolver besorgen. (2010) Radialsystem V Berlin
- GlückStück. (2011) Radialsystem V Berlin
- Made in Bangladesh. (2014) Theater im Pfalzbau Ludwigshafen
- Gute Pässe Schlechte Pässe – eine Grenzerfahrung. (2017) Theater im Pfalzbau Ludwigshafen
- We Love Horses. (2018) Theaterhaus Stuttgart
- Der Eindringling – eine Autopsie. (2019) Theater im Pfalzbau Ludwigshafen
- Garderoben Begegnungen – ein Tanzfilm made in Wuppertal. (2020) Tanztheater Wuppertal  Pina Bausch
- BALAGAN! ROXY. Ulm (D) (2021)[1]
- mining landscapes. Milos. (GR) (2023)[2]

## Preise und Auszeichnungen
- 1997: Impulse Preis für vodka konkav
- 2001: EVA Preis für Show-Fenster
- 2003: UNESCO Preis für Headhunters
- 2006: Novi Sad Theaterpreis (Serbien) für return to sender
- 2006: Special Prize of Al Jazeera film festival für emotional rescue
- 2015: Made in Bangladesh nominiert für den deutschen Bühnenpreis DER FAUST
- Einladungen zur Tanzplattform Deutschland 1995 Frankfurt/M. | 1999 Hamburg | 2006 Stuttgart | 2012 Dresden

## Publikationen
- Hans-Thies Lehmann: Postdramatisches Theater. Verlag der Autoren, Frankfurt am Main 1999
- Susanne Vincenz (Hrsg.): Letters from Tentland. Transkript Verlag, Bielefeld 2005
- Arnd Wesemann: Immer Feste Tanzen. Transkript Verlag, Bielefeld 2008
- Natasha Hassiotis: Große Choreografen, CaptainBook, 2012, Athen
- Claudia Rosiny: Intermediale Beziehungen zwischen Mediengeschichte und moderner Tanzästhetik, transcript Verlag, 2013
- Arnd Wesemann: Made in Bangladesh. Editie Leesmagazijn, Amsterdam 2014

- Helena Waldmann: Betroffenheitstouristen, in: Konfliktkulturen. Texte zu Politik, Gesellschaft, Alltag und Kunst. Hrsg. Ronald Grätz + Hans-Georg Knopp, Steidl Verlag, 2011
- Helena Waldmann: Gefangen oder frei? Die Theaterproduktion BurkaBondage erkundet die Sehnsucht nach Bindungen. in: Kulturaustausch, Zeitschrift für internationale Perspektiven. Hrsg. Institut für Auslandsbeziehungen ifa, 11/2010
- Helena Waldmann: Das Korsett der Befreiung, Fesselkünste in Afghanistan und Japan – eine Reise am Seil, in: Kulturaustausch, Zeitschrift für internationale Perspektiven. Hrsg. Institut für Auslandsbeziehungen ifa, 2/2011
- Helena Waldmann: Korsett. Der Raum ist ein Korsett, sonst hätte man alle Welt zur Verfügung; in ballettanz, Jahrbuch über FREIRÄUME, 2006
- Helena Waldmann: Wie Tentland entstand und als Karawane immer weiterzieht, in: Letters from Tentland. Zelte im Blick: Helena Waldmanns Performance in Iran. Hrsg. Susanne Vincenz, TanzScripte, transcript Verlag, 2005